# Raisa Nikanorowa
Raisa Nikołajewna Nikanorowa po mężu Stiepanowa (ros. Раиса Николаевна Никанорова (Степанова}, ur. 19 lutego 1950 w Wołogdzie) – radziecka lekkoatletka, sprinterka, medalistka mistrzostw Europy z 1971.
Zdobyła złoty medal w sztafecie 4 × 100 metrów (która biegła w składzie: Nikanorowa, Nadieżda Biesfamilna, Marina Nikiforowa i Ludmiła Żarkowa) i srebrny medal w biegu na 400 metrów na europejskich igrzyskach juniorów w 1968 w Lipsku.
Zwyciężyła w sztafecie 1+2+3+4 okrążenia na europejskich igrzyskach halowych w 1969 w Belgradzie (sztafeta radziecka biegła w ustawieniu: Wira Popkowa, Ludmiła Samotiosowa, Nikanorowa i Anna Zimina), a w biegu na 400 metrów zakwalifikowała się do biegu finałowego, lecz go nie ukończyła.
Zajęła 4. miejsce w sztafecie 4 × 400 metrów na mistrzostwach Europy w 1969 w Atenach. Odpadła w eliminacjach biegu na 400 metrów na halowych mistrzostwach Europy w 1970 w Wiedniu.
Zdobyła brązowy medal w sztafecie 4 × 400 metrów na mistrzostwach Europy w 1971 w Helsinkach (skład sztafety: Nikanorowa, Popkowa,  Nadieżda Kolesnikowa i Natalja Czistiakowa).
Była wicemistrzynią ZSRR w biegu na 400 metrów w 1969 i w biegu na 200 metrów w 1971 oraz brązową medalistką w biegu na 100 metrów w 1971.
Pięciokrotnie poprawiała rekord ZSRR w sztafecie 4 × 400 metrów do wyniku 3:33,7 osiągniętego 20 września 1969 w Atenach.
Rekordy życiowe Nikanorowej:
| Konkurencja        | Data i miejsce | Wynik |
| ------------------ | -------------- | ----- |
| bieg na 100 metrów | 1974           | 11,4  |
| bieg na 200 metrów | 1971           | 23,6  |
| bieg na 400 metrów | 1970           | 54,2  |